# 辰巳泰子
辰巳 泰子（たつみ やすこ、1966年1月10日 - ）は、歌人。

## 来歴
大阪市東淀川区（現・淀川区）生まれ。13歳から歌作を開始する。
1981年、大阪府立北野高等学校に入学する。1983年頃、及川隆彦編集の「現代短歌」「今月の新人」欄に作品が掲載される。夜、喫茶店でウェイトレスをし、学費を稼ぎながら予備校に通っていた。
1985年、京都府立大学女子短期大学部国語科に入学する。同年、高瀬一誌の導きにより「短歌人」に入会。1987年、『家族の季』で第33回角川短歌賞佳作。大学卒業後、教材制作会社の営業職に就くが、体調を崩し退職する。1989年まで大阪市立中学校国語教師。
1990年、第一歌集『紅い花』で、第34回現代歌人協会賞を当時最年少の24歳で受賞。辰巳泰子の登場は、俵万智の『サラダ記念日』の2年後で、豊かさの中の軽み、明るさ、という時代風潮にあって、独自の存在感をもっていた。もてあますようなリアルな肉体感覚と生活感をふとぶとと歌い上げる作品は、都会的な表層に紛れ込まない強みがあった。
1998年、夫と編集プロダクション海門イデアを設立。1999-2001年、文芸誌「月鞠」を発行。同誌に小説を発表する。2002年、新宿ロフトプラスワンにて短歌朗読ライブを行う。以後、ライブハウスを中心に朗読活動。2006年、「にっぽん吟と舞の会」のCD「にっぽんの心7」に、新作の新体詩「さくらんぼ」を書く。
2008年、短歌結社「月鞠の会」を結成し、主宰となる。

## 著書
- 紅い花 歌集 砂子屋書房 1989.9
- アトム・ハート・マザー 歌集 雁書館 1995.7
- 新星十人―現代短歌ニューウェイブ,  荻原裕幸, 水原紫苑, 米川千嘉子, 紀野恵, 辰巳泰子, 穂村弘, 吉川宏志, 加藤治郎, 坂井修一, 林あまり, 1998.5, ISBN 9784651600680
- 仙川心中 歌集 砂子屋書房 1998.9
- 恐山からの手紙 歌集 ながらみ書房 2000.12,  ISBN 9784931201767
- 現代短歌最前線 (下巻), 辰巳泰子, 谷岡亜紀, 千葉聡, 林和清, 東直子, 穂村弘, 前田康子, 水原紫苑, 吉川宏志, 米川千嘉子, 渡辺松男, 北溟社, 200.11,ISBN 9784894482012
- セイレーン 歌集 邑書林 2005.6, ISBN 9784897094939
- 辰巳泰子集 邑書林 2008.1 (セレクション歌人）ISBN 9784897094410
- いっしょにお茶を 歌集 沖積舎 2012.9, ISBN 9784806011187

## 参考
- セレクション歌人 辰巳泰子集
- 現代短歌最前線(下巻)